# Dušan Tadić
Dušan Tadić (in serbo Душан Тадић?; Bačka Topola, 20 novembre 1988) è un calciatore serbo, attaccante o centrocampista dell'Al-Wahda.

## Caratteristiche tecniche
Giocatore versatile che può ricoprire vari ruoli, viene impiegato principalmente come ala sinistra ma può essere adoperato anche come ala destra, punta centrale o trequartista. Le sue abilità di opportunismo lo rendono un ottimo finalizzatore dalla media distanza, è un attaccante dotato di dinamismo che vanta un ottimo senso della posizione, inoltre dispone di una buona potenza di tiro. È mancino, è capace di segnare calciando su punizione ma è anche estremamente affidabile con i rigori: nella sua carriera ne ha messi a segno  85.

## Carriera

### Club

#### Gli inizi
Tadić gioca fino all'età di 14 anni con la squadra dell'AIK Bačka Topola, squadra serba della sua città natale. Nel 2002 passa nelle squadre giovanili del Vojvodina, dato che si era trasferito proprio a Novi Sad con la sua famiglia. Dopo tre anni viene mandato in prestito al Podmladak. Nel 2006 torna al Vojvodina collezionando 43 presenze e 6 reti in due stagioni.

#### Groningen e Twente
Dopo due stagioni al Groningen nell'estate 2012 passa al Twente per 7,7 milioni di euro. Alla prima giornata di campionato, il 12 agosto, segna una doppietta nella vittoria per 4-1 contro la sua ex squadra. Conclude la sua prima stagione al Twente con 36 presenze e 13 gol considerando anche i play-off per l'Europa League. La sua seconda stagione è ugualmente positiva, visto che raccoglie ben 34 presenze condite da 16 reti.

#### Southampton
L'8 luglio 2014 passa al Southampton a titolo definitivo. Il 17 agosto 2014 fa il suo esordio ufficiale con la maglia dei Saints, nella partita persa 2-1 sul campo del Liverpool. Il 23 settembre segna la sua prima rete ufficiale, nella vittoria esterna 2-1 sul campo dell'Arsenal, match valevole per la Capital One Cup.

#### Ajax
Il 27 giugno 2018 è ufficializzato il suo passaggio all'Ajax, con cui firma un contratto di 4 anni. Pagato 13 milioni di euro più 7 milioni di bonus, rappresenta l'acquisto più oneroso della storia del club olandese. In occasione del primo match di UEFA Champions League contro l'AEK Atene indossa anche la fascia da capitano a causa dell'assenza di Matthijs de Ligt. È uno dei protagonisti della grande stagione dell’Ajax che arriva fino alla semifinale di UEFA Champions League e vince Coppa d'Olanda e campionato, risultando determinante per la vittoria di quest'ultimo trofeo con 28 gol (capocannoniere a pari merito con Luuk de Jong del PSV) e 13 assist. In tutto segna 38 gol e fornisce 23 assist in 56 partite.
L'8 luglio 2019 è ufficializzato il prolungamento del suo contratto con i lancieri. Con la cessione di Matthijs de Ligt, la fascia da capitano della squadra passa a Tadic, che il 27 luglio vince il suo primo trofeo stagionale, la Supercoppa d'Olanda vinta contro il PSV. Il 14 settembre seguente, andando in gol contro l'Heerenveen nella partita vinta per 4-1 in casa, sigla un record personale, realizzando almeno una rete in 12 partite casalinghe consecutive di Eredivisie, fatto senza precedenti nella storia del club. A dicembre riceve in patria il premio Golden Ball 2019. Diventato quindi un uomo chiave nella rosa allenata da Erik ten Hag, al marzo 2021 con 11 gol e altrettanti assist nelle competizioni europee (esclusi i preliminari) come rendimento si piazza dietro a giocatori del calibro di Robert Lewandowski, Kylian Mbappè, Lionel Messi e Bruno Fernandes. Il 2 maggio vince la sua prima Eredivisie da capitano, venendo poi premiato come giocatore dell’anno dell’Ajax; in questa stagione ha collezionato 22 gol e 26 assist in 51 incontri. Due mesi più tardi prolunga di un anno il proprio contratto che sarebbe scaduto nel 2023. In questo anno solare fornisce 37 assist, battendo il record storico di 36 appartenente a Lionel Messi e risalente al 2011. In occasione di Ajax-Zwolle del 30 aprile 2022 gioca la centoventiquattresima partita di fila, battendo il precedente record di Gert Bals, che negli anni sessanta aveva giocato 123 gare consecutive con la maglia dell’Ajax.
Il 14 luglio 2023 rescinde il proprio contratto con i lancieri a seguito di divergenze di vedute con il club.

#### Fenerbahce e Al-Wahda

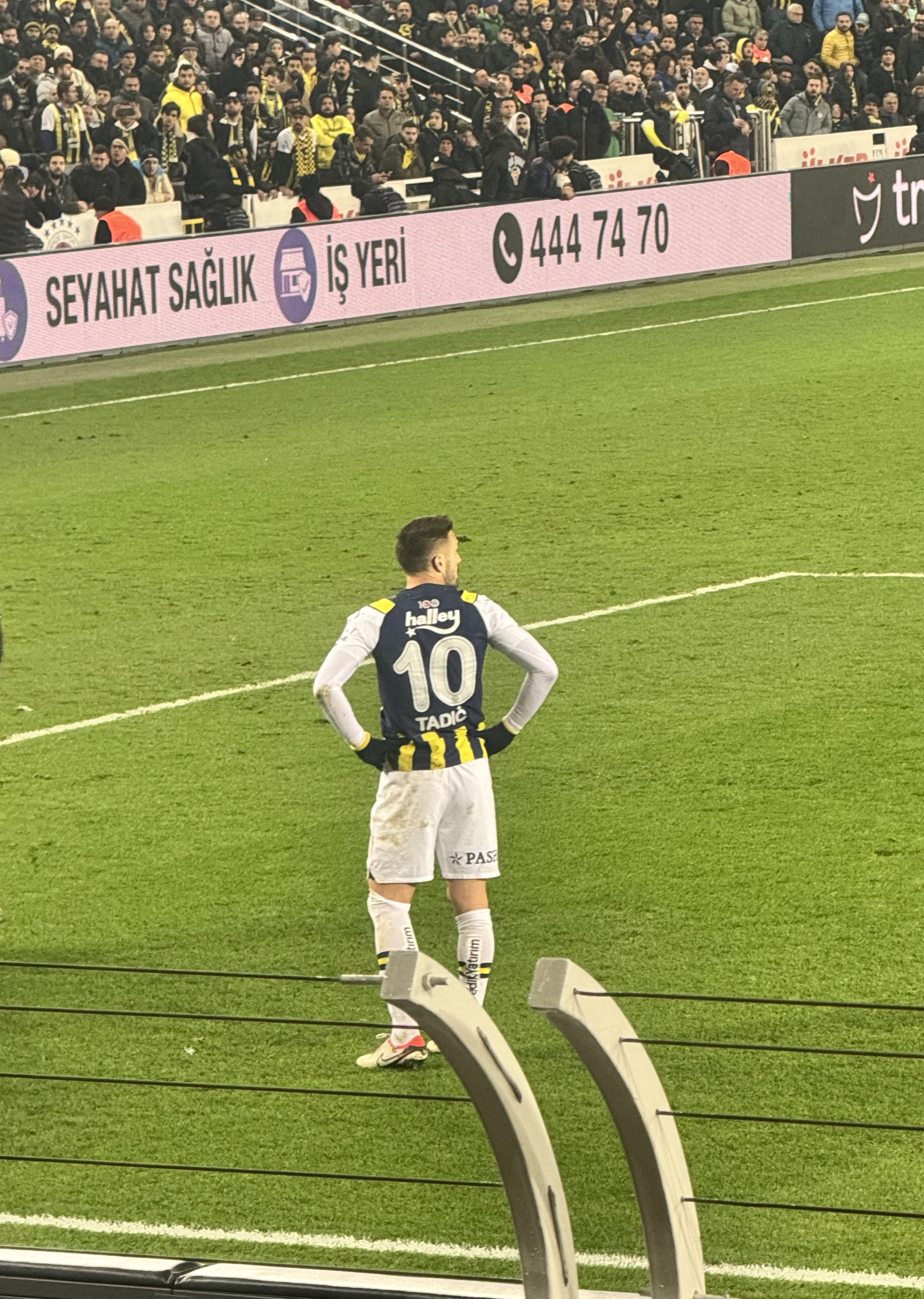
Dušan Tadić, Fenerbahçe v. Ankaragücü (28.01.2024).

Il 16 luglio 2023, viene ufficialmente ingaggiato dal Fenerbahçe, squadra della Süper Lig turca. Mette a segno la sua prima rete con la squadra turca nella gara di ritorno del secondo turno di qualificazione della Conference League contro il Zimbru Chişinău.
L'8 agosto 2025 si trasferisce a parametro zero all'Al-Wahda, negli Emirati Arabi Uniti, militante nella Lega professionistica degli Emirati Arabi Uniti.

### Nazionale

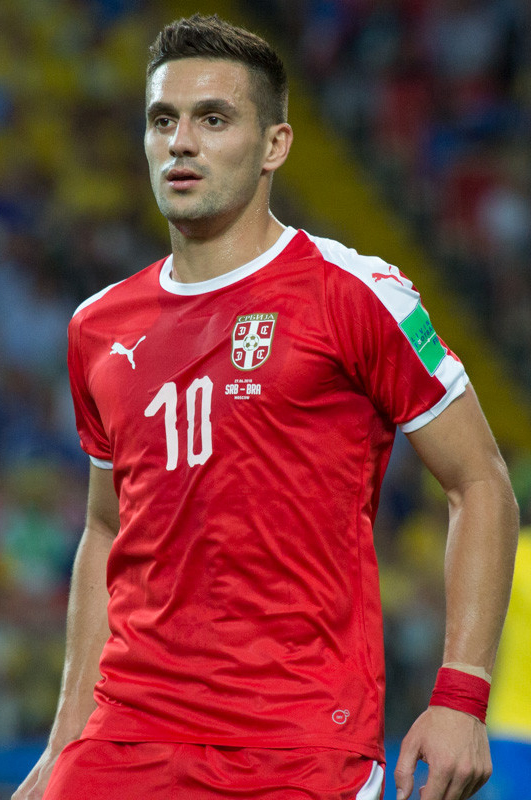
Tadic ai Mondiali 2018 con la nazionale serba.

Nel 2008 è convocato per disputare il Torneo di calcio in occasione dei Giochi olimpici di Pechino 2008 con la Serbia Under-23.
Debutta con la nazionale maggiore il 14 dicembre 2008, durante l'amichevole contro la Polonia, partita vinta dai polacchi per 1-0. Il 6 febbraio 2013 segna la sua prima rete in nazionale, contro Cipro, nella partita amichevole finita 3-1 per la Serbia.
Il 10 settembre 2023 raggiunge quota 100 presenze con la selezione serba nel successo per 1-3 in casa della Lituania.
Il 21 marzo 2024 aggancia il recordman di presenze Branislav Ivanović (105) nell'amichevole persa 4-0 contro la Russia. Quattro giorni dopo lo supera nell'amichevole vinta 0-1 in casa di Cipro.
Dopo aver preso parte al campionato europeo del 2024 il 18 luglio 2024 annuncia il suo addio alla compagine serba.

## Statistiche

### Presenze e reti nei club
Statistiche aggiornate al 28 maggio 2025.
| Stagione           | Squadra            | Campionato         | Campionato | Campionato | Coppe nazionali | Coppe nazionali | Coppe nazionali | Coppe continentali | Coppe continentali | Coppe continentali | Altre coppe | Altre coppe | Altre coppe | Totale | Totale |
| Stagione           | Squadra            | Comp               | Pres       | Reti       | Comp            | Pres            | Reti            | Comp               | Pres               | Reti               | Comp        | Pres        | Reti        | Pres   | Reti   |
| ------------------ | ------------------ | ------------------ | ---------- | ---------- | --------------- | --------------- | --------------- | ------------------ | ------------------ | ------------------ | ----------- | ----------- | ----------- | ------ | ------ |
| 2006-2007          | Vojvodina          | SL                 | 23         | 3          | CS              | 5               | 1               | -                  | -                  | -                  | -           | -           | -           | 28     | 4      |
| 2007-2008          | Vojvodina          | SL                 | 28         | 7          | CS              | 1               | 0               | CU                 | 3                  | 0                  | -           | -           | -           | 32     | 7      |
| 2008-2009          | Vojvodina          | SL                 | 29         | 9          | CS              | 1               | 0               | CU                 | 2                  | 0                  | -           | -           | -           | 32     | 9      |
| 2009-2010          | Vojvodina          | SL                 | 27         | 10         | CS              | 5               | 0               | UEL                | 2                  | 1                  | -           | -           | -           | 34     | 11     |
| Totale Vojvodina   | Totale Vojvodina   | Totale Vojvodina   | 107        | 29         |                 | 12              | 1               |                    | 7                  | 1                  |             | -           | -           | 126    | 31     |
| 2010-2011          | Groningen          | ED                 | 34+4       | 7          | CO              | 3               | 0               | -                  | -                  | -                  | -           | -           | -           | 41     | 7      |
| 2011-2012          | Groningen          | ED                 | 34         | 7          | CO              | 1               | 0               | -                  | -                  | -                  | -           | -           | -           | 35     | 7      |
| Totale Groningen   | Totale Groningen   | Totale Groningen   | 68+4       | 14         |                 | 4               | 0               |                    | -                  | -                  |             | -           | -           | 76     | 14     |
| 2012-2013          | Twente             | ED                 | 33+4       | 12+1       | CO              | 1               | 0               | UEL                | 13                 | 3                  | -           | -           | -           | 51     | 16     |
| 2013-2014          | Twente             | ED                 | 33         | 16         | CO              | 1               | 0               | UEL                | 0                  | 0                  | -           | -           | -           | 34     | 16     |
| Totale Twente      | Totale Twente      | Totale Twente      | 66+4       | 28+1       |                 | 2               | 0               |                    | 13                 | 3                  |             | -           | -           | 85     | 32     |
| 2014-2015          | Southampton        | PL                 | 31         | 4          | FACup+CdL       | 3+3             | 0+1             | -                  | -                  | -                  | -           | -           | -           | 37     | 5      |
| 2015-2016          | Southampton        | PL                 | 34         | 7          | FACup+CdL       | 1+2             | 0               | UEL                | 3                  | 1                  | -           | -           | -           | 40     | 8      |
| 2016-2017          | Southampton        | PL                 | 33         | 3          | FACup+CdL       | 2+4             | 0               | UEL                | 5                  | 0                  | -           | -           | -           | 44     | 3      |
| 2017-2018          | Southampton        | PL                 | 36         | 6          | FACup+CdL       | 4+1             | 1+0             | -                  | -                  | -                  | -           | -           | -           | 41     | 7      |
| Totale Southampton | Totale Southampton | Totale Southampton | 134        | 20         |                 | 20              | 2               |                    | 8                  | 1                  |             | -           | -           | 162    | 23     |
| 2018-2019          | Ajax               | ED                 | 34         | 28         | CO              | 4               | 1               | UCL                | 18                 | 9                  | -           | -           | -           | 56     | 38     |
| 2019-2020          | Ajax               | ED                 | 25         | 11         | CO              | 4               | 2               | UCL+UEL            | 10+2               | 3+0                | SO          | 1           | 0           | 42     | 16     |
| 2020-2021          | Ajax               | ED                 | 34         | 14         | CO              | 5               | 3               | UCL+UEL            | 6+6                | 2+3                | -           | -           | -           | 51     | 22     |
| 2021-2022          | Ajax               | ED                 | 34         | 13         | CO              | 3               | 1               | UCL                | 7                  | 2                  | SO          | 1           | 0           | 45     | 16     |
| 2022-2023          | Ajax               | ED                 | 34         | 11         | CO              | 5               | 2               | UCL+UEL            | 5+2                | 0                  | SO          | 1           | 0           | 47     | 13     |
| Totale Ajax        | Totale Ajax        | Totale Ajax        | 161        | 77         |                 | 21              | 9               |                    | 56                 | 19                 |             | 3           | 0           | 241    | 105    |
| 2023-2024          | Fenerbahçe         | SL                 | 38         | 10         | TK              | 2               | 0               | UECL               | 16                 | 6                  | ST          | 0           | 0           | 56     | 16     |
| 2024-2025          | Fenerbahçe         | SL                 | 35         | 11         | TK              | 2               | 0               | UCL+UEL            | 4+12               | 0+2                | -           | -           | -           | 53     | 13     |
| Totale Fenerbahçe  | Totale Fenerbahçe  | Totale Fenerbahçe  | 73         | 21         |                 | 4               | 0               |                    | 32                 | 8                  |             | 0           | 0           | 109    | 29     |
| Totale carriera    | Totale carriera    | Totale carriera    | 617        | 189        |                 | 63              | 12              |                    | 116                | 33                 |             | 3           | 0           | 799    | 234    |

### Cronologia presenze e reti in nazionale
| Cronologia completa delle presenze e delle reti in nazionale ― Serbia | Cronologia completa delle presenze e delle reti in nazionale ― Serbia | Cronologia completa delle presenze e delle reti in nazionale ― Serbia | Cronologia completa delle presenze e delle reti in nazionale ― Serbia | Cronologia completa delle presenze e delle reti in nazionale ― Serbia | Cronologia completa delle presenze e delle reti in nazionale ― Serbia | Cronologia completa delle presenze e delle reti in nazionale ― Serbia | Cronologia completa delle presenze e delle reti in nazionale ― Serbia |
| Data                                                                  | Città                                                                 | In casa                                                               | Risultato                                                             | Ospiti                                                                | Competizione                                                          | Reti                                                                  | Note                                                                  |
| --------------------------------------------------------------------- | --------------------------------------------------------------------- | --------------------------------------------------------------------- | --------------------------------------------------------------------- | --------------------------------------------------------------------- | --------------------------------------------------------------------- | --------------------------------------------------------------------- | --------------------------------------------------------------------- |
| 14-12-2008                                                            | Adalia                                                                | Polonia                                                               | 1 – 0                                                                 | Serbia                                                                | Amichevole                                                            | -                                                                     | 46’                                                                   |
| 7-4-2010                                                              | Osaka                                                                 | Giappone                                                              | 0 – 3                                                                 | Serbia                                                                | Amichevole                                                            | -                                                                     | 52’                                                                   |
| 28-2-2012                                                             | Limassol                                                              | Serbia                                                                | 2 – 0                                                                 | Armenia                                                               | Amichevole                                                            | -                                                                     | 74’                                                                   |
| 29-2-2012                                                             | Nicosia                                                               | Cipro                                                                 | 0 – 0                                                                 | Serbia                                                                | Amichevole                                                            | -                                                                     | 63’                                                                   |
| 31-5-2012                                                             | Reims                                                                 | Francia                                                               | 2 – 0                                                                 | Serbia                                                                | Amichevole                                                            | -                                                                     | 80’                                                                   |
| 15-8-2012                                                             | Belgrado                                                              | Serbia                                                                | 0 – 0                                                                 | Irlanda                                                               | Amichevole                                                            | -                                                                     | 63’                                                                   |
| 8-9-2012                                                              | Glasgow                                                               | Scozia                                                                | 0 – 0                                                                 | Serbia                                                                | Qual. Mondiali 2014                                                   | -                                                                     | 58’                                                                   |
| 11-9-2012                                                             | Novi Sad                                                              | Serbia                                                                | 6 – 1                                                                 | Galles                                                                | Qual. Mondiali 2014                                                   | 1                                                                     |                                                                       |
| 12-10-2012                                                            | Belgrado                                                              | Serbia                                                                | 0 – 3                                                                 | Belgio                                                                | Qual. Mondiali 2014                                                   | -                                                                     | 81’                                                                   |
| 16-10-2012                                                            | Skopje                                                                | Macedonia                                                             | 1 – 0                                                                 | Serbia                                                                | Qual. Mondiali 2014                                                   | -                                                                     | 68’                                                                   |
| 14-11-2012                                                            | San Gallo                                                             | Cile                                                                  | 1 – 3                                                                 | Serbia                                                                | Amichevole                                                            | -                                                                     | 59’                                                                   |
| 6-2-2013                                                              | Nicosia                                                               | Cipro                                                                 | 1 – 3                                                                 | Serbia                                                                | Amichevole                                                            | 2                                                                     | 55’                                                                   |
| 22-3-2013                                                             | Zagabria                                                              | Croazia                                                               | 2 – 0                                                                 | Serbia                                                                | Qual. Mondiali 2014                                                   | -                                                                     | 57’                                                                   |
| 26-3-2013                                                             | Novi Sad                                                              | Serbia                                                                | 2 – 0                                                                 | Scozia                                                                | Qual. Mondiali 2014                                                   | -                                                                     | 69’                                                                   |
| 7-6-2013                                                              | Bruxelles                                                             | Belgio                                                                | 2 – 1                                                                 | Serbia                                                                | Qual. Mondiali 2014                                                   | -                                                                     |                                                                       |
| 14-8-2013                                                             | Barcellona                                                            | Colombia                                                              | 1 – 0                                                                 | Serbia                                                                | Amichevole                                                            | -                                                                     | 46’                                                                   |
| 6-9-2013                                                              | Belgrado                                                              | Serbia                                                                | 1 – 1                                                                 | Croazia                                                               | Qual. Mondiali 2014                                                   | -                                                                     | 57’                                                                   |
| 10-9-2013                                                             | Cardiff                                                               | Galles                                                                | 0 – 3                                                                 | Serbia                                                                | Qual. Mondiali 2014                                                   | -                                                                     | 88’                                                                   |
| 11-10-2013                                                            | Belgrado                                                              | Serbia                                                                | 2 – 0                                                                 | Giappone                                                              | Amichevole                                                            | 1                                                                     | 78’                                                                   |
| 15-10-2013                                                            | Jagodina                                                              | Serbia                                                                | 5 – 1                                                                 | Macedonia                                                             | Qual. Mondiali 2014                                                   | 1                                                                     |                                                                       |
| 15-11-2013                                                            | Dubai                                                                 | Russia                                                                | 1 – 1                                                                 | Serbia                                                                | Amichevole                                                            | -                                                                     | 73’                                                                   |
| 5-3-2014                                                              | Dublino                                                               | Irlanda                                                               | 1 – 2                                                                 | Serbia                                                                | Amichevole                                                            | -                                                                     | 81’                                                                   |
| 26-5-2014                                                             | Harrison                                                              | Serbia                                                                | 2 – 1                                                                 | Giamaica                                                              | Amichevole                                                            | 1                                                                     |                                                                       |
| 31-5-2014                                                             | Bridgeview                                                            | Panama                                                                | 1 – 1                                                                 | Serbia                                                                | Amichevole                                                            | -                                                                     |                                                                       |
| 6-6-2014                                                              | San Paolo                                                             | Brasile                                                               | 1 – 0                                                                 | Serbia                                                                | Amichevole                                                            | -                                                                     | 70’                                                                   |
| 7-9-2014                                                              | Belgrado                                                              | Serbia                                                                | 1 – 1                                                                 | Francia                                                               | Amichevole                                                            | -                                                                     | 61’                                                                   |
| 11-10-2014                                                            | Erevan                                                                | Armenia                                                               | 1 – 1                                                                 | Serbia                                                                | Qual. Euro 2016                                                       | -                                                                     |                                                                       |
| 14-10-2014                                                            | Belgrado                                                              | Serbia                                                                | 0 – 3 tav                                                             | Albania                                                               | Qual. Euro 2016                                                       | -                                                                     |                                                                       |
| 14-11-2014                                                            | Belgrado                                                              | Serbia                                                                | 1 – 3                                                                 | Danimarca                                                             | Qual. Euro 2016                                                       | -                                                                     | 71’                                                                   |
| 29-3-2015                                                             | Lisbona                                                               | Portogallo                                                            | 2 – 1                                                                 | Serbia                                                                | Qual. Euro 2016                                                       | -                                                                     | 78’                                                                   |
| 4-9-2015                                                              | Novi Sad                                                              | Serbia                                                                | 2 – 0                                                                 | Armenia                                                               | Qual. Euro 2016                                                       | -                                                                     | 84’                                                                   |
| 7-9-2015                                                              | Bordeaux                                                              | Francia                                                               | 2 – 1                                                                 | Serbia                                                                | Amichevole                                                            | -                                                                     | 56’                                                                   |
| 8-10-2015                                                             | Elbasan                                                               | Albania                                                               | 0 – 2                                                                 | Serbia                                                                | Qual. Euro 2016                                                       | -                                                                     | 54’                                                                   |
| 11-10-2015                                                            | Belgrado                                                              | Serbia                                                                | 1 – 2                                                                 | Portogallo                                                            | Qual. Euro 2016                                                       | -                                                                     |                                                                       |
| 13-11-2015                                                            | Ostrava                                                               | Rep. Ceca                                                             | 4 – 1                                                                 | Serbia                                                                | Amichevole                                                            | -                                                                     | 59’                                                                   |
| 25-5-2016                                                             | Užice                                                                 | Serbia                                                                | 2 – 1                                                                 | Cipro                                                                 | Amichevole                                                            | 1                                                                     | 46’                                                                   |
| 31-5-2016                                                             | Novi Sad                                                              | Serbia                                                                | 3 – 1                                                                 | Israele                                                               | Amichevole                                                            | 1                                                                     | 69’                                                                   |
| 5-6-2016                                                              | Monaco                                                                | Serbia                                                                | 1 – 1                                                                 | Russia                                                                | Amichevole                                                            | -                                                                     |                                                                       |
| 5-9-2016                                                              | Belgrado                                                              | Serbia                                                                | 2 – 2                                                                 | Irlanda                                                               | Qual. Mondiali 2018                                                   | 1                                                                     |                                                                       |
| 6-10-2016                                                             | Chișinău                                                              | Moldavia                                                              | 0 – 3                                                                 | Serbia                                                                | Qual. Mondiali 2018                                                   | 1                                                                     |                                                                       |
| 9-10-2016                                                             | Belgrado                                                              | Serbia                                                                | 3 – 2                                                                 | Austria                                                               | Qual. Mondiali 2018                                                   | 1                                                                     | 35’                                                                   |
| 12-11-2016                                                            | Cardiff                                                               | Galles                                                                | 1 – 1                                                                 | Serbia                                                                | Qual. Mondiali 2018                                                   | -                                                                     |                                                                       |
| 24-3-2017                                                             | Tbilisi                                                               | Georgia                                                               | 1 – 3                                                                 | Serbia                                                                | Qual. Mondiali 2018                                                   | 1                                                                     |                                                                       |
| 11-6-2017                                                             | Belgrado                                                              | Serbia                                                                | 1 – 1                                                                 | Galles                                                                | Qual. Mondiali 2018                                                   | -                                                                     |                                                                       |
| 2-9-2017                                                              | Belgrado                                                              | Serbia                                                                | 3 – 0                                                                 | Moldavia                                                              | Qual. Mondiali 2018                                                   | -                                                                     | 66’                                                                   |
| 5-9-2017                                                              | Dublino                                                               | Irlanda                                                               | 0 – 1                                                                 | Serbia                                                                | Qual. Mondiali 2018                                                   | -                                                                     | 81’                                                                   |
| 6-10-2017                                                             | Vienna                                                                | Austria                                                               | 3 – 2                                                                 | Serbia                                                                | Qual. Mondiali 2018                                                   | -                                                                     |                                                                       |
| 9-10-2017                                                             | Belgrado                                                              | Serbia                                                                | 1 – 0                                                                 | Georgia                                                               | Qual. Mondiali 2018                                                   | -                                                                     | 89’                                                                   |
| 10-11-2017                                                            | Canton                                                                | Cina                                                                  | 0 – 2                                                                 | Serbia                                                                | Amichevole                                                            | -                                                                     | 85’                                                                   |
| 23-3-2018                                                             | Torino                                                                | Serbia                                                                | 1 – 2                                                                 | Marocco                                                               | Amichevole                                                            | 1                                                                     | 70’                                                                   |
| 27-3-2018                                                             | Londra                                                                | Nigeria                                                               | 0 – 2                                                                 | Serbia                                                                | Amichevole                                                            | -                                                                     | 90+1’                                                                 |
| 4-6-2018                                                              | Graz                                                                  | Serbia                                                                | 0 – 1                                                                 | Cile                                                                  | Amichevole                                                            | -                                                                     | 64’                                                                   |
| 9-6-2018                                                              | Graz                                                                  | Serbia                                                                | 5 – 1                                                                 | Bolivia                                                               | Amichevole                                                            | -                                                                     | 85’                                                                   |
| 16-6-2018                                                             | Samara                                                                | Costa Rica                                                            | 0 – 1                                                                 | Serbia                                                                | Mondiali 2018 - 1º turno                                              | -                                                                     | 83’                                                                   |
| 22-6-2018                                                             | Kaliningrad                                                           | Serbia                                                                | 1 – 2                                                                 | Svizzera                                                              | Mondiali 2018 - 1º turno                                              | -                                                                     |                                                                       |
| 27-6-2018                                                             | Mosca                                                                 | Serbia                                                                | 0 – 2                                                                 | Brasile                                                               | Mondiali 2018 - 1º turno                                              | -                                                                     |                                                                       |
| 7-9-2018                                                              | Vilnius                                                               | Lituania                                                              | 0 – 1                                                                 | Serbia                                                                | UEFA Nations League 2018-2019 - 1º turno                              | 1                                                                     |                                                                       |
| 10-9-2018                                                             | Belgrado                                                              | Serbia                                                                | 2 – 2                                                                 | Romania                                                               | UEFA Nations League 2018-2019 - 1º turno                              | -                                                                     |                                                                       |
| 11-10-2018                                                            | Podgorica                                                             | Montenegro                                                            | 0 – 2                                                                 | Serbia                                                                | UEFA Nations League 2018-2019 - 1º turno                              | -                                                                     | Cap. 36’                                                              |
| 14-10-2018                                                            | Bucarest                                                              | Romania                                                               | 0 – 0                                                                 | Serbia                                                                | UEFA Nations League 2018-2019 - 1º turno                              | -                                                                     | Cap.                                                                  |
| 17-11-2018                                                            | Belgrado                                                              | Serbia                                                                | 2 – 1                                                                 | Montenegro                                                            | UEFA Nations League 2018-2019 - 1º turno                              | -                                                                     |                                                                       |
| 25-3-2019                                                             | Lisbona                                                               | Portogallo                                                            | 1 – 1                                                                 | Serbia                                                                | Qual. Euro 2020                                                       | 1                                                                     | Cap. 86’                                                              |
| 7-6-2019                                                              | Leopoli                                                               | Ucraina                                                               | 5 – 0                                                                 | Serbia                                                                | Qual. Euro 2020                                                       | -                                                                     |                                                                       |
| 10-6-2019                                                             | Belgrado                                                              | Serbia                                                                | 4 – 1                                                                 | Lituania                                                              | Qual. Euro 2020                                                       | -                                                                     | 81’                                                                   |
| 7-9-2019                                                              | Belgrado                                                              | Serbia                                                                | 2 – 4                                                                 | Portogallo                                                            | Qual. Euro 2020                                                       | -                                                                     |                                                                       |
| 14-11-2019                                                            | Belgrado                                                              | Serbia                                                                | 3 – 2                                                                 | Lussemburgo                                                           | Qual. Euro 2020                                                       | -                                                                     | 90+1’                                                                 |
| 17-11-2019                                                            | Belgrado                                                              | Serbia                                                                | 2 – 2                                                                 | Ucraina                                                               | Qual. Euro 2020                                                       | 1                                                                     |                                                                       |
| 3-9-2020                                                              | Mosca                                                                 | Russia                                                                | 3 – 1                                                                 | Serbia                                                                | UEFA Nations League 2020-2021 - 1º turno                              | -                                                                     | Cap.                                                                  |
| 6-9-2020                                                              | Belgrado                                                              | Serbia                                                                | 0 – 0                                                                 | Turchia                                                               | UEFA Nations League 2020-2021 - 1º turno                              | -                                                                     | 61’                                                                   |
| 8-10-2020                                                             | Oslo                                                                  | Norvegia                                                              | 1 – 2 dts                                                             | Serbia                                                                | Qual. Euro 2020                                                       | -                                                                     | 118’ 119’                                                             |
| 11-10-2020                                                            | Belgrado                                                              | Serbia                                                                | 0 – 1                                                                 | Ungheria                                                              | UEFA Nations League 2020-2021 - 1º turno                              | -                                                                     | Cap.                                                                  |
| 12-11-2020                                                            | Belgrado                                                              | Serbia                                                                | 1 – 1 dts (4 – 5 dtr)                                                 | Scozia                                                                | Qual. Euro 2020                                                       | -                                                                     | Cap.                                                                  |
| 15-11-2020                                                            | Budapest                                                              | Ungheria                                                              | 1 – 1                                                                 | Serbia                                                                | UEFA Nations League 2020-2021 - 1º turno                              | -                                                                     | Cap. 79’                                                              |
| 24-3-2021                                                             | Belgrado                                                              | Serbia                                                                | 3 – 2                                                                 | Irlanda                                                               | Qual. Mondiali 2022                                                   | -                                                                     | Cap. 77’                                                              |
| 27-3-2021                                                             | Belgrado                                                              | Serbia                                                                | 2 – 2                                                                 | Portogallo                                                            | Qual. Mondiali 2022                                                   | -                                                                     | Cap. 81’                                                              |
| 30-3-2021                                                             | Baku                                                                  | Azerbaigian                                                           | 1 – 2                                                                 | Serbia                                                                | Qual. Mondiali 2022                                                   | -                                                                     | Cap. 75’                                                              |
| 4-9-2021                                                              | Belgrado                                                              | Serbia                                                                | 4 – 1                                                                 | Lussemburgo                                                           | Qual. Mondiali 2022                                                   | -                                                                     | Cap. 44’ 90+1’                                                        |
| 7-9-2021                                                              | Dublino                                                               | Irlanda                                                               | 1 – 1                                                                 | Serbia                                                                | Qual. Mondiali 2022                                                   | -                                                                     | Cap. 83’                                                              |
| 9-10-2021                                                             | Lussemburgo                                                           | Lussemburgo                                                           | 0 – 1                                                                 | Serbia                                                                | Qual. Mondiali 2022                                                   | -                                                                     | Cap.                                                                  |
| 12-10-2021                                                            | Belgrado                                                              | Serbia                                                                | 3 – 1                                                                 | Azerbaigian                                                           | Qual. Mondiali 2022                                                   | 1                                                                     | 66’                                                                   |
| 11-11-2021                                                            | Belgrado                                                              | Serbia                                                                | 4 – 0                                                                 | Qatar                                                                 | Amichevole                                                            | -                                                                     | 74’                                                                   |
| 14-11-2021                                                            | Lisbona                                                               | Portogallo                                                            | 1 – 2                                                                 | Serbia                                                                | Qual. Mondiali 2022                                                   | 1                                                                     | Cap.                                                                  |
| 24-3-2022                                                             | Budapest                                                              | Ungheria                                                              | 0 – 1                                                                 | Serbia                                                                | Amichevole                                                            | -                                                                     | Cap.                                                                  |
| 29-3-2022                                                             | Copenaghen                                                            | Danimarca                                                             | 3 – 0                                                                 | Serbia                                                                | Amichevole                                                            | -                                                                     | Cap.                                                                  |
| 2-6-2022                                                              | Belgrado                                                              | Serbia                                                                | 0 – 1                                                                 | Norvegia                                                              | UEFA Nations League 2022-2023 - 1º turno                              | -                                                                     | Cap.                                                                  |
| 5-6-2022                                                              | Belgrado                                                              | Serbia                                                                | 4 – 1                                                                 | Slovenia                                                              | UEFA Nations League 2022-2023 - 1º turno                              | -                                                                     | 46’                                                                   |
| 9-6-2022                                                              | Solna                                                                 | Svezia                                                                | 0 – 1                                                                 | Serbia                                                                | UEFA Nations League 2022-2023 - 1º turno                              | -                                                                     | Cap.                                                                  |
| 12-6-2022                                                             | Lubiana                                                               | Slovenia                                                              | 2 – 2                                                                 | Serbia                                                                | UEFA Nations League 2022-2023 - 1º turno                              | -                                                                     | Cap.                                                                  |
| 24-9-2022                                                             | Belgrado                                                              | Serbia                                                                | 4 – 1                                                                 | Svezia                                                                | UEFA Nations League 2022-2023 - 1º turno                              | -                                                                     | Cap. 84’                                                              |
| 27-9-2022                                                             | Oslo                                                                  | Norvegia                                                              | 0 – 2                                                                 | Serbia                                                                | UEFA Nations League 2022-2023 - 1º turno                              | -                                                                     | Cap. 90+3’                                                            |
| 18-11-2022                                                            | Riffa                                                                 | Bahrein                                                               | 1 – 5                                                                 | Serbia                                                                | Amichevole                                                            | 2                                                                     | Cap. 60’                                                              |
| 24-11-2022                                                            | Lusail                                                                | Brasile                                                               | 2 – 0                                                                 | Serbia                                                                | Mondiali 2022 - 1º turno                                              | -                                                                     | Cap.                                                                  |
| 28-11-2022                                                            | Al Wakrah                                                             | Camerun                                                               | 3 – 3                                                                 | Serbia                                                                | Mondiali 2022 - 1º turno                                              | -                                                                     | Cap.                                                                  |
| 2-12-2022                                                             | Doha                                                                  | Serbia                                                                | 2 – 3                                                                 | Svizzera                                                              | Mondiali 2022 - 1º turno                                              | -                                                                     | Cap. 78’                                                              |
| 24-3-2023                                                             | Belgrado                                                              | Serbia                                                                | 2 – 0                                                                 | Lituania                                                              | Qual. Euro 2024                                                       | 1                                                                     | Cap. 72’                                                              |
| 27-3-2023                                                             | Podgorica                                                             | Montenegro                                                            | 0 – 2                                                                 | Serbia                                                                | Qual. Euro 2024                                                       | -                                                                     | Cap. 89’                                                              |
| 16-6-2023                                                             | Vienna                                                                | Serbia                                                                | 3 – 2                                                                 | Giordania                                                             | Amichevole                                                            | -                                                                     | 46’                                                                   |
| 20-6-2023                                                             | Razgrad                                                               | Bulgaria                                                              | 1 – 1                                                                 | Serbia                                                                | Qual. Euro 2024                                                       | -                                                                     | Cap.                                                                  |
| 7-9-2023                                                              | Belgrado                                                              | Serbia                                                                | 1 – 2                                                                 | Ungheria                                                              | Qual. Euro 2024                                                       | -                                                                     | Cap. 86’                                                              |
| 10-9-2023                                                             | Kaunas                                                                | Lituania                                                              | 1 – 3                                                                 | Serbia                                                                | Qual. Euro 2024                                                       | -                                                                     | Cap. 84’                                                              |
| 14-10-2023                                                            | Budapest                                                              | Ungheria                                                              | 2 – 1                                                                 | Serbia                                                                | Qual. Euro 2024                                                       | -                                                                     | 46’                                                                   |
| 17-10-2023                                                            | Belgrado                                                              | Serbia                                                                | 3 – 1                                                                 | Montenegro                                                            | Qual. Euro 2024                                                       | 1                                                                     | Cap.                                                                  |
| 15-11-2023                                                            | Lovanio                                                               | Belgio                                                                | 1 – 0                                                                 | Serbia                                                                | Amichevole                                                            | -                                                                     | 67’                                                                   |
| 19-11-2023                                                            | Leskovac                                                              | Serbia                                                                | 2 – 2                                                                 | Bulgaria                                                              | Qual. Euro 2024                                                       | -                                                                     | Cap.                                                                  |
| 21-3-2024                                                             | Mosca                                                                 | Russia                                                                | 4 – 0                                                                 | Serbia                                                                | Amichevole                                                            | -                                                                     | Cap. 46’                                                              |
| 25-3-2024                                                             | Larnaca                                                               | Cipro                                                                 | 0 – 1                                                                 | Serbia                                                                | Amichevole                                                            | -                                                                     | 46’                                                                   |
| 4-6-2024                                                              | Vienna                                                                | Austria                                                               | 2 – 1                                                                 | Serbia                                                                | Amichevole                                                            | -                                                                     | Cap. 46’                                                              |
| 8-6-2024                                                              | Solna                                                                 | Svezia                                                                | 0 – 3                                                                 | Serbia                                                                | Amichevole                                                            | 1                                                                     | 62’                                                                   |
| 16-6-2024                                                             | Gelsenkirchen                                                         | Serbia                                                                | 0 – 1                                                                 | Inghilterra                                                           | Euro 2024 - 1º turno                                                  | -                                                                     | 61’ 75’                                                               |
| 20-6-2024                                                             | Monaco di Baviera                                                     | Slovenia                                                              | 1 – 1                                                                 | Serbia                                                                | Euro 2024 - 1º turno                                                  | -                                                                     | Cap. 82’                                                              |
| 25-6-2024                                                             | Monaco di Baviera                                                     | Danimarca                                                             | 0 – 0                                                                 | Serbia                                                                | Euro 2024 - 1º turno                                                  | -                                                                     | 46’                                                                   |
| Totale                                                                |                                                                       | Presenze (1º posto)                                                   | 111                                                                   |                                                                       | Reti (4º posto)                                                       | 23                                                                    |                                                                       |

## Palmarès

### Club
- Coppa dei Paesi Bassi: 2

Ajax: 2018-2019, 2020-2021
- Campionato olandese: 3

Ajax: 2018-2019, 2020-2021, 2021-2022
- Supercoppa dei Paesi Bassi: 1

Ajax: 2019

### Individuale
- Calciatore serbo dell'anno: 3 (record condiviso con Aleksandar Mitrović)

2016, 2019, 2021
- Capocannoniere dell'Eredivisie: 1

2018-2019 (28 gol, a pari merito con Luuk de Jong)
- Squadra della stagione della UEFA Champions League: 1

2018-2019
- Squadra della stagione della UEFA Europa League: 1

2020-2021